# Металлоглина
Металлическая глина (металлоглина или пластичный металл) — материал, состоящий из очень мелких частиц драгоценного или базового (цветного или чёрного) металла, смешанного с нетоксичным органическим связующим (в основном на базе метилцеллюлозы) и очищенной водой, для использования, в том числе и в домашних условиях, в создании ювелирных изделий, авторской фурнитуры, бижутерии и небольших скульптур.

## История
Материал является вариацией технологии порошкового спекания. Разработан металлургом компании Mitsubishi Materials Inc. Масаки Морикавой (англ. Masaki Morikawa) в 1990-м году (патент от 18.05.1990). Товарная глина под торговым названием Precious Metal Clay (PMC) появилась в продаже в 1991 году. В 1994 году на рынок выходит ещё один японский производитель, Aida Chemical Industries Co. Ltd с материалом под торговой маркой Art Clay Silver.
Аналогов японским глинам не было до 2008 года, когда началась революция в производстве альтернативных (по типу металлов) глин. Пионером стал американский химик Билл Струв (англ. Bill Struve), разработавший метод карбонового обжига (восстановительный обжиг в кокосовом активированном угле) и первую в мире бронзовую глину под торговой маркой BronzClay (бренд Metal Adventures Inc.)
Следом были выпущены аналоги от Prometheus, Hadar Jacobson (первые порошковые глины Hadar's), Metheor, Goldie Metals, Aussie Clay и т.д.
Сейчас каждая из компаний в своём ассортименте имеет различные линейки глин, а также, виды фасовок - как в глине (для лепки), в пастообразной форме (для обмазки и склейки элементов), так и в шприцах (для мелкой пластики и ажурных изделий).

## Применение
Металлическая глина может использоваться как материал для моделирования и лепки, вручную или с использованием текстурных матов (молдов). После высыхания (выпаривания воды из глины) изделия могут быть спечены различными способами, например, в муфельной печи, при помощи газовой горелки с пьезо- или ручным поджигом, или даже на газовой плите. Органическое связующее выгорает и металлические частицы спекаются в цельнометаллическое изделие. Усадка составляет от 6% до 30% в зависимости от используемого металла и производителя материала. Металлические глины по состоянию на 2018 год производятся множеством компаний по всему миру и бывают:
- Серебро (999 проба, 960 проба, 950 проба, 925 проба) - в виде глины, пасты, шприцев, бумаги.
- Золото (917 проба) - в глине и пасте.
- Бронза (много цветов) - в порошке и готовая, в глине, пасте и шприцах.
- Медь - в порошке и готовая, в глине, пасте и шприцах.
- Латунь - в порошке.
- Железо (много цветов) - в порошке.
- Сталь (много цветов) - в порошке.
- Мельхиор - в готовом виде.